# 東尼·德·索羅斯
東尼·德·索羅斯（Tony De Saulles；1958年—）是英國的一位作家與插畫家，目前與家人居住在英國的格洛斯特郡。他先前是書籍設計者，後來成為兒童書籍的插畫家。他為尼克·阿諾《神奇酷科學》系列圖書繪製的插畫獲得安萬特獎。

## 獲獎
- 2004年的艾凡提斯獎（最佳兒童科學圖書）[4]